# 埃德蒙 (苏格兰)
埃德蒙或马尔科姆之子埃德蒙 （1070年以后-1097以后），是马尔科姆三世和他第二任妻子玛格丽特之子。在一些苏格兰君主列表上他是苏格兰国王，但没有任何证据显示他确实当过苏格兰国王。
1093年11月时，他的父亲马尔科姆和哥哥爱德华在战斗中被杀。马尔科姆的弟弟唐纳德·班登上了王位，埃德蒙和他的弟弟 埃德加、亚历山大和大卫流亡英格兰，他同父异母的哥哥邓肯得到了威廉·鲁夫斯的支持。
在1094年，邓肯在鲁弗斯和英格兰贵族的支持下击败了唐纳德。根据推测，邓肯可能确立了埃德蒙为他的王位继承人。可是邓肯不久后就被杀害了。杀手是莫尔马利的默恩斯，但唐纳德仍然可能将埃德蒙确立为继承人。
我们不知道埃德蒙和他叔叔为伍的原因。根据推测，唐纳德没有儿子也快六十岁了，埃德蒙为了将来能登上王位而支持他的叔叔。
埃德蒙的舅父高贵者埃德加在1097年来到北方目睹了埃德加打败了唐纳德和埃德蒙。埃德蒙可能在1099年被杀害，也可能被迫进了修道院。他的结局如何我们不得而知。